# Јохан Бајер
Јохан Бајер (Рајн, 1572 — Аугзбург, 7. март 1625) је био немачки адвокат и астроном-аматер.
Бајер се школовао у Инголштату и Аугзбургу, а већи део живота је провео у Аугзбургу радећи као правни саветник у градском већу. Данас је најпознатији по Уранометрији, звезданом атласу објављеном 1603. године.
Као основа за Уранометрију, Бајеру је послужио каталог који је Тихо Брахе објавио годину дана раније. Овом каталогу је Бајер додао још око 1000 звезда, укључујући и 12 сазвежђа јужне хемисфере. Бајер је увео нов систем означавања звезда, тако што је звезде у оквиру једног сазвежђа распоредио у 6 магнитуда, а затим их означавао словима грчког алфабета по сјају, по ректасцензији (Велики медвед), по деклинацији (Близанци) или пратећи општи облик сазвежђа (Лабуд). Када би исцрпео грчки алфабет, прелазио је на латинична слова. Ове ознаке су и данас у употреби, и називају се Бајерове ознаке.
Након објављивања Уранометрије, Бајер је наставио рад на уранографији, односно небеској картографији и, пред крај живота, понудио је сарадњу Јулију Шилеру који је 1627, две године након Бајерове смрти, објавио каталог Coelum Stellatum Christianum. У овом атласу су сазвежђа била именована по мотивима из хришћанске митологије (па су тако 12 сазвежђа зодијака постала 12 апостола), што је одражавало касне Бајерове идеје. Међутим, овај систем је практично одмах одбачен од стране других астронома.
Кратер Бајер на Месецу је назван по Јохану Бајеру.